# Charles Ruggles
Charles Sherman Ruggles (Los Angeles, 8 februari 1886 - aldaar, 23 december 1970) was een Amerikaans theater-, film- en televisieacteur die zich profileerde in komische rollen. Hij was de broer van filmregisseur Wesley Ruggles en zijn carrière in Hollywood overspande meer dan zestig jaar.

## Biografie
Ruggles werd geboren in Los Angeles en groeide daar aanvankelijk op. Toen zijn moeder werd doodgeschoten door een gewapende overvaller, verhuisde hij met zijn broer naar familie in San Francisco. Hij volgde aanvankelijk een opleiding om dokter te worden, maar brak in 1905 door in het theater in Los Angeles. Zijn carrière in het theater in Los Angeles kwam in 1913 tot een hoogtepunt met de mannelijke hoofdrol in de musical The Tik-Tok Man of Oz van L. Frank Baum en Louis F. Gottschalk. Hij verhuisde een jaar later naar Broadway om daar zijn geluk te beproeven, en maakte gelijktijdig zijn filmdebuut.
Ruggles verscheen in talloze stomme films, maar gaf de voorkeur aan het toneel. Hij wisselde van medium, totdat hij in 1930 zijn toneelcarrière staakte om zich te richten op filmrollen. In de film profileerde hij zich in komische bijrollen, al werd hij regelmatig gecast tegenover Mary Boland in een reeks van kleinschalige komediefilms. Hij wordt het best herinnerd voor zijn rol in Bringing Up Baby (1938). In 1949 keerde hij terug naar het theater en uiteindelijk rolde hij de televisiewereld in. Hij was van 1949 tot en met 1952 te zien in de sitcom The Ruggles, en van 1954 tot en met 1955 in The World of Mr. Sweeney.
Ruggles is tweemaal getrouwd geweest; beide huwelijken eindigden in een scheiding. Hij overleed op 84-jarige leeftijd aan kanker en werd begraven op Forest Lawn Memorial Park, Glendale. Voor zijn contributie aan de filmindustrie werd hij vereeuwigd met een ster op de Hollywood Walk of Fame.

## Geselecteerde filmografie
| - The Patchwork Girl of Oz (1914) - Queen High (1930) - Her Wedding Night (1930) - Charley's Aunt (1930) - Honor Among Lovers (1931) - The Smiling Lieutenant (1931) - One Hour with You (1932) - This Is the Night (1932) - Love Me Tonight (1932) - 70,000 Witnesses (1932) - Trouble in Paradise (1932) - If I Had a Million (1932) - Madame Butterfly (1932) - Murders in the Zoo (1933) - Melody Cruise (1933) - Alice in Wonderland (1933) - Six of a Kind (1934) - Murder in the Private Car (1934) - Friends of Mr. Sweeney (1934) - Ruggles of Red Gap (1935) - No More Ladies (1935) - The Big Broadcast of 1936 (1935) - Anything Goes (1936) - Hearts Divided (1936) | - Bringing Up Baby (1938) - Invitation to Happiness (1939) - Balalaika (1939) - No Time for Comedy (1940) - The Invisible Woman (1940) - Honeymoon for Three (1941) - Go West, Young Lady (1941) - The Doughgirls (1944) - Our Hearts Were Young and Gay (1944) - Incendiary Blonde (1945) - A Stolen Life (1946) - Gallant Journey (1946) - The Perfect Marriage (1947) - My Brother Talks to Horses (1947) - Ramrod (1947) - It Happened on Fifth Avenue (1947) - Look for the Silver Lining (1949) - All in a Night's Work (1961) - The Pleasure of His Company (1961) - The Parent Trap (1961) - Son of Flubber (1963) - Papa's Delicate Condition (1963) - I'd Rather Be Rich (1964) - The Ugly Dachshund (1966) |

- Biblioteca Nacional de España: XX1292623
- Bibliothèque nationale de France: cb14222991k (data)
- Gemeinsame Normdatei: 1067455574
- International Standard Name Identifier: 0000 0000 8116 2036
- Library of Congress Control Number: n86075619
- Nationale Bibliotheek van Israël: 987007342232405171
- SNAC: w6dn5gv0
- Système universitaire de documentation: 071048901
- Virtual International Authority File: 37127905
- WorldCat: E39PCjqv9bXHjyDHrTCWYj68BX